# Дрикунг Кагю
Дрикунг Кагю или още Дригунг Кагю е школа на тибетския будизъм – една от осемте „малки“ линии в състава на приемствеността Кагю, произлизащи от учениците на Пхагмо Друпа (1110 – 1170).

## Първите манастири
Първи манастир на линията е едноименният манастир Дрикунг, основан през1179 г. От Джиктен Сумгьон (1143 – 1217) на около 150 km от Лхаса.
Освен в долината Дрикунг в У Цанг, Дрикунг Кагю има силно присъствие в областта Нангчен в Кхам, източен Тибет, а също и в западен Тибет, включително Кайлаш, както и в Ладак, Цари и Лапчи – места важни за всички тибетски будистки школи. Между всичките „четири големи“ и „осем малки“ линии в състава на Кагю в днешно време като независими институции са се запазили четири: Карма Кагю, Друкпа, Таклунг Кагю и Дрикунг Кагю.

## Духовен глава
От основаването си до днес приемствеността е била водена от последователни духовни водачи или „държатели на трона“. Двама са настоящите държатели на трона: Осмият Дрикунг Чунгцанг Ринпоче (тридесет и шести държател на трона, живеещ в Тибет) и Седмият Дрикунг Чецанг Ринпоче (тридесет и седми държател на трона, установил седалището на школата в изгнание в Индия)

## Учения
Уникални за школата, както са преподадени от нейния основател Джиктен Сумгьон главни практики „Дълбинният петостепенен път на махамудра“ и „Шестте учения на Наропа“, съхранени в книгите „Единен стремеж“ и „Същността на Махаяна ученията“.